# Konstanty Koziełło

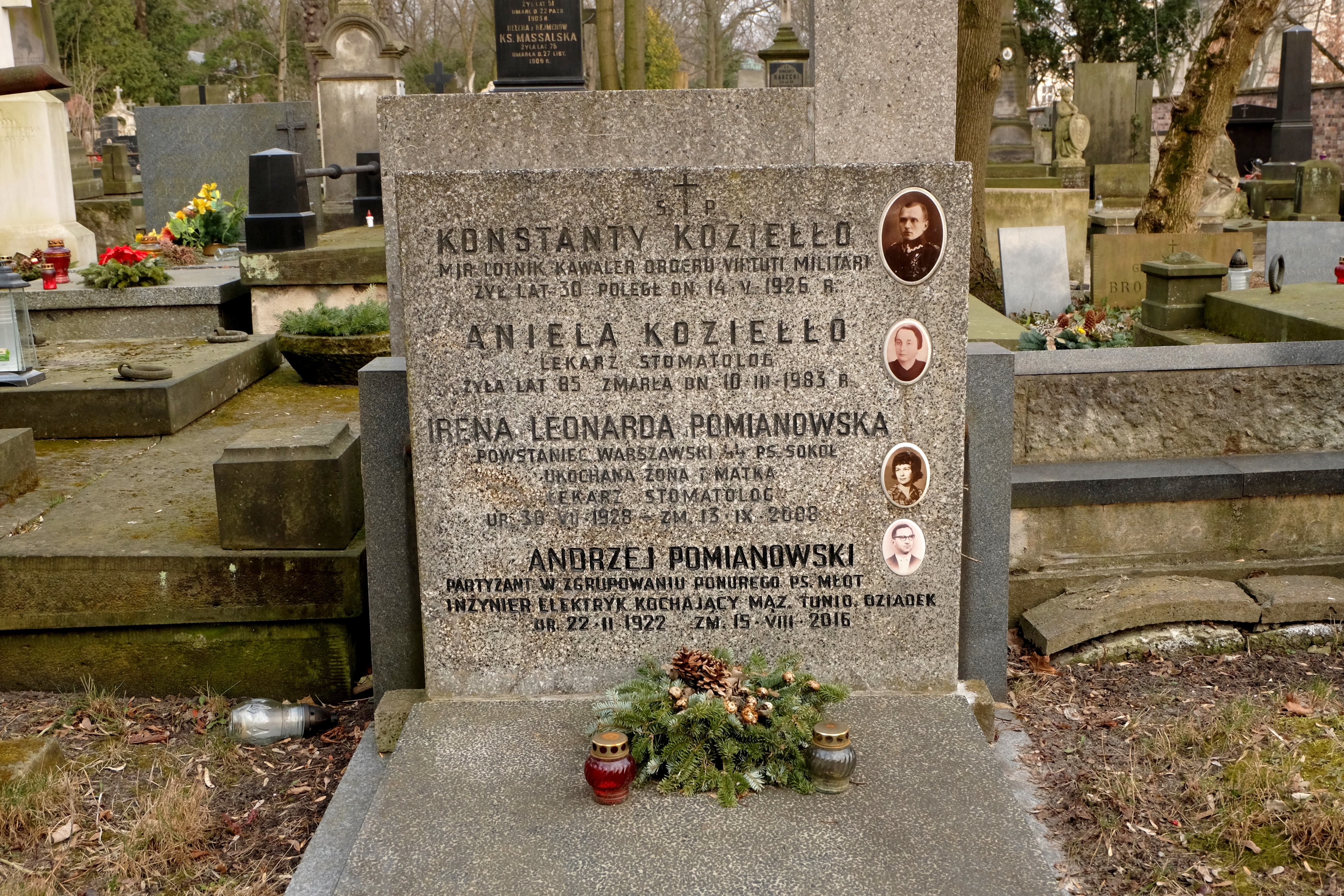
Grób majora Konstantego Koziełło na Starych Powązkach w Warszawie (stan na marzec 2022)

Konstanty Koziełło (ur. 4 sierpnia?/16 sierpnia 1895 w Hiniówce, zm. 15 maja 1926 w Warszawie) – major obserwator Wojska Polskiego, kawaler Orderu Virtuti Militari.

## Życiorys
Konstanty Koziełło urodził się 16 sierpnia 1895 w Hiniówce na Wileńszczyźnie, w rodzinie Stanisława i Konstancji z Salmonowiczów. Po ukończeniu Korpusu Kadetów w Połocku i ukończeniu szkoły artylerii uzyskał stopień chorążego. W 1917 mianowany został podporucznikiem. Po zakończeniu działań wojennych w 1918 powrócił do Polski.
31 grudnia 1918 został przyjęty do Wojska Polskiego i przydzielony do 8 pułku artylerii polowej, w którym pełnił służbę na stanowisku młodszego, a później starszego oficera baterii, a od kwietnia 1919 roku – dowódcy baterii. W sierpniu 1919 przeniesiony został do 7 pułku artylerii polowej, a dwa miesiące później do Oficerskiej Szkoły Obserwatorów Lotniczych w Warszawie, w charakterze słuchacza II kursu.
10 marca 1920 po ukończeniu kursu, został przydzielony najpierw do 14 eskadry wywiadowczej, a później do 10 eskadry wywiadowczej. Odznaczył się wielką odwagą w czasie wojny polsko–bolszewickiej, za co został odznaczony Krzyżem Srebrnym Orderu Wojennego Virtuti Militari.
Po zakończeniu wojny został przydzielony jako obserwator do 12 eskadry wywiadowczej. W 1922 został zweryfikowany w stopniu kapitana ze starszeństwem z dniem 1 czerwca 1919. Z dniem 1 września 1922 został przeniesiony z 2 pułku lotniczego w Krakowie do 1 pułku lotniczego w Warszawie i wyznaczony na stanowisko oficera taktycznego. W październiku 1923 odkomenderowany na pięciomiesięczny kurs doszkalający w Szkole Podchorążych Piechoty. Po ukończeniu kursu objął w macierzystym pułku stanowisko komendanta szkoły podoficerskiej. W maju 1924 został mianowany dowódcą 12 eskadry wywiadowczej. Od września 1925 ponownie pełnił obowiązki oficera taktycznego pułku. 3 maja 1926 awansował na majora ze starszeństwem z dniem 1 lipca 1925 i 5. lokatą w korpusie oficerów zawodowych aeronautycznych.
15 maja 1926 w czasie przewrotu majowego, wykonując rozpoznanie został zestrzelony i poniósł śmierć. Pochowany na cmentarzu Powązkowskim w Warszawie (kwatera 176-4-32).

## Awanse
- podporucznik – 1917
- porucznik – 14 października 1920 z dniem 1 grudnia 1919 w wojskach lotniczych[8]
- kapitan – 3 maja 1922 zweryfikowany ze starszeństwem z dniem 1 czerwca 1919
- major – 3 maja 1926 ze starszeństwem z dniem 1 lipca 1925 i 5. lokatą w korpusie oficerów zawodowych aeronautycznych

## Ordery i odznaczenia
- Krzyż Srebrny Orderu Wojskowego Virtuti Militari nr 155[2] – 8 kwietnia 1921[9][10]
- Polowa Odznaka Obserwatora – pośmiertnie 11 listopada 1928 roku „za loty bojowe nad nieprzyjacielem w czasie wojny 1918-1920”[11]
- Odznaka Obserwatora – 12 marca 1921[12]